# KK Andromedae
KK Andromedae eller HD 9531, är en ensam stjärna belägen i den mellersta delen av stjärnbilden Andromeda. Den har en genomsnittlig skenbar magnitud av ca 5,90 och är mycket svagt synlig för blotta ögat där ljusföroreningar ej förekommer. Baserat på parallax enligt Gaia Data Release 2 på ca 7,46 mas beräknas den befinna sig på ett avstånd av ca 437 ljusår (ca 134 parsec) från solen. På det avståndet minskar stjärnans ljusstyrka med en fördunkling på 0,26 magnitud på grund av interstellärt stoft. Den rör sig närmare solen med en heliocentrisk radialhastighet av ca -1,5 km/s. Stjärnans skenbara magnitud varierar med 0,012 magnitud med en period av 0,66 dygn. Den klassificeras som en Alfa2 Canum Venaticorum-variabel.

## Observation

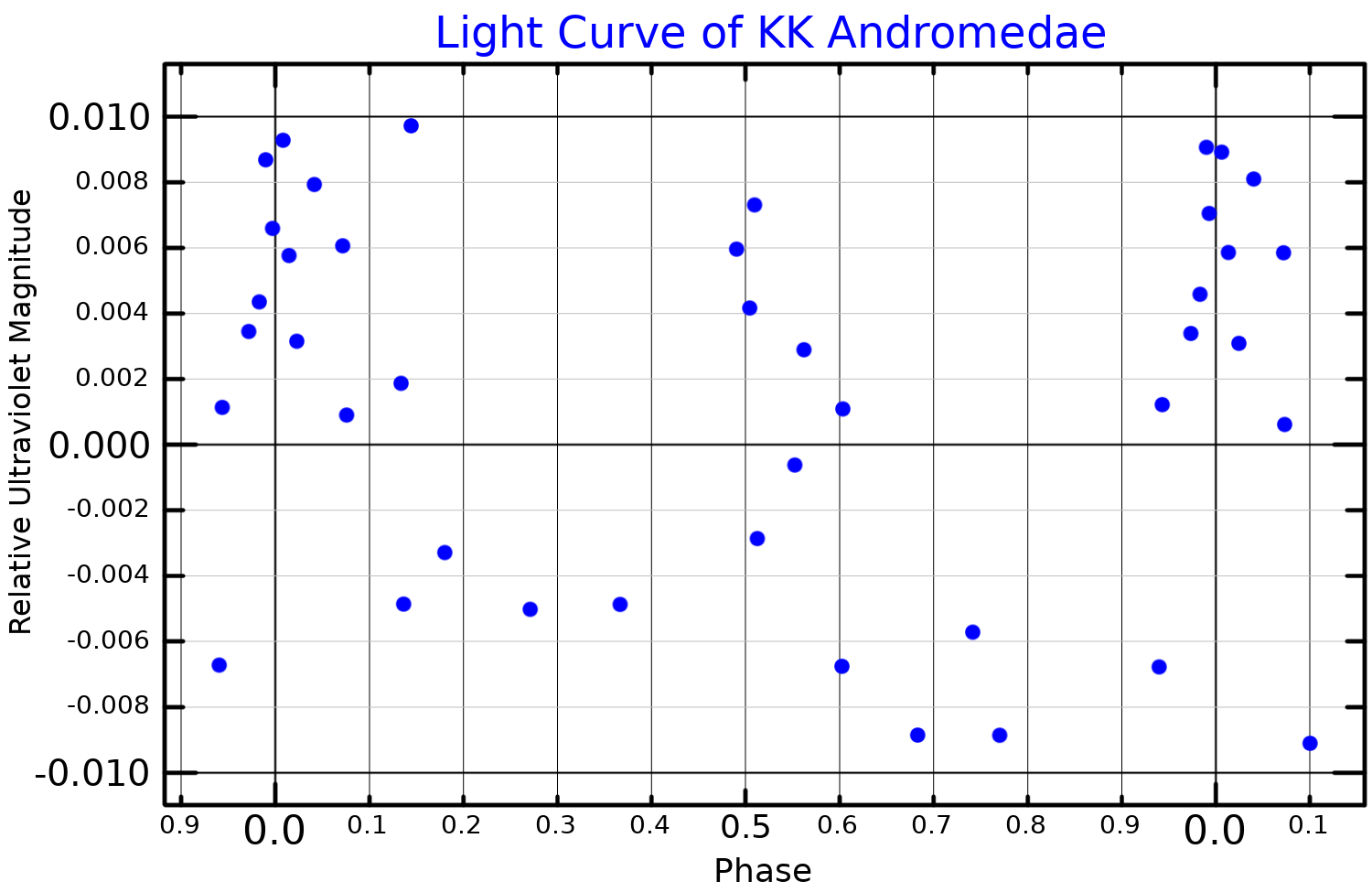
Ljuskurva i ultravioletta bandet för KK Andromedae, anpassad från Hildebrandt (1975)

Cowley et al. (1969) tilldelade stjärnan spektralklass B9 IV, vilket skulle ange att den är en stjärna av spektraltyp B i underjättestadiet som har förbrukat förrådet av väte i dess kärna och expanderar. Den är katalogiserad som en Ap-stjärna som uppvisar en onormal kiselhalt, men har rapporterats vara en heliumsvag kemiskt säregen stjärna.

## Egenskaper
KK Andromedae A är en blå underjättestjärna med en massa av ca 3,1 solmassor, en radie av ca 2,7 solradier och som utsänder energi från dess fotosfär motsvarande ca 91 gånger solen vid en effektiv temperatur av ca 11 700 K. Den uppskattas vara 225 miljoner år gammal och roterar snabbt med en beräknad projicerad rotationshastighet på 163 km/s och en rotationsperiod på 16 timmar.